# Grand Prix Kanady 2024
Grand Prix Kanady 2024 (oficiálně Formula 1 AWS Grand Prix du Canada 2024) se jela na okruhu Circuit Gilles Villeneuve v Montréalu dne 9. června 2024. Závod byl devátým v pořadí v sezóně 2024 šampionátu Formule 1.

## Kvalifikace
Kvalifikace se uskutečnila 8. června 2024 v 16:00 místního času (UTC-4).
| Poř.                        | Č. | Jezdec           | Konstruktér                  | Časy v kvalifikaci | Časy v kvalifikaci | Časy v kvalifikaci | Pořadí na startu |
| Poř.                        | Č. | Jezdec           | Konstruktér                  | Q1                 | Q2                 | Q3                 | Pořadí na startu |
| --------------------------- | -- | ---------------- | ---------------------------- | ------------------ | ------------------ | ------------------ | ---------------- |
| 1                           | 63 | George Russell   | Mercedes                     | 1:13.013           | 1:11.742           | 1:12.000           | 1                |
| 2                           | 1  | Max Verstappen   | Red Bull Racing-Honda RBPT   | 1:12.360           | 1:12.549           | 1:12.000           | 2                |
| 3                           | 4  | Lando Norris     | McLaren-Mercedes             | 1:12.959           | 1:12.201           | 1:12.021           | 3                |
| 4                           | 81 | Oscar Piastri    | McLaren-Mercedes             | 1:12.907           | 1:12.462           | 1:12.103           | 4                |
| 5                           | 3  | Daniel Ricciardo | RB-Honda RBPT                | 1:13.240           | 1:12.572           | 1:12.178           | 5                |
| 6                           | 14 | Fernando Alonso  | Aston Martin Aramco-Mercedes | 1:13.117           | 1:12.635           | 1:12.228           | 6                |
| 7                           | 44 | Lewis Hamilton   | Mercedes                     | 1:12.851           | 1:11.979           | 1:12.280           | 7                |
| 8                           | 22 | Júki Cunoda      | RB-Honda RBPT                | 1:12.748           | 1:12.303           | 1:12.414           | 8                |
| 9                           | 18 | Lance Stroll     | Aston Martin Aramco-Mercedes | 1:13.088           | 1:12.659           | 1:12.701           | 9                |
| 10                          | 23 | Alexander Albon  | Williams-Mercedes            | 1:12.896           | 1:12.485           | 1:12.976           | 10               |
| 11                          | 16 | Charles Leclerc  | Ferrari                      | 1:13.107           | 1:12.691           |                    | 11               |
| 12                          | 55 | Carlos Sainz Jr. | Ferrari                      | 1:13.038           | 1:12.728           |                    | 12               |
| 13                          | 2  | Logan Sargeant   | Williams-Mercedes            | 1:13.063           | 1:12.736           |                    | 13               |
| 14                          | 20 | Kevin Magnussen  | Haas-Ferrari                 | 1:13.217           | 1:12.916           |                    | 14               |
| 15                          | 10 | Pierre Gasly     | Alpine-Renault               | 1:13.289           | 1:12.940           |                    | 15               |
| 16                          | 11 | Sergio Pérez     | Red Bull Racing-Honda RBPT   | 1:13.326           |                    |                    | 16               |
| 17                          | 77 | Valtteri Bottas  | Kick Sauber-Ferrari          | 1:13.366           |                    |                    | PL               |
| 18                          | 31 | Esteban Ocon     | Alpine-Renault               | 1:13.435           |                    |                    | 18               |
| 19                          | 27 | Nico Hülkenberg  | Haas-Ferrari                 | 1:13.978           |                    |                    | 17               |
| 20                          | 24 | Čou Kuan-jü      | Kick Sauber-Ferrari          | 1:14.292           |                    |                    | PL               |
| 107 % času vítěze: 1:17.425 |    |                  |                              |                    |                    |                    |                  |
| Zdroj:                      |    |                  |                              |                    |                    |                    |                  |

Poznámky
1. 1 2  George Russell a Max Verstappen stanovili identický čas. Russell získal pole position díky tomu, že tento čas zajel dříve.
2. ↑  Valtteri Bottas se kvalifikoval jako 17., odstartovat ale musel z pit lane poté, co na jeho monopostu došlo k úpravám během parc fermé.
3. ↑  Esteban Ocon obdržel penalizaci 5 míst na startu za způsobení kolize s týmovým kolegou Pierrem Gaslym v minulém závodě.
4. ↑  Čou Kuan-jü se kvalifikoval jako 20., odstartovat ale musel z pit lane poté, co na jeho monopostu došlo k úpravám během parc fermé.

## Závod
Závod se uskutečnil 9. června 2023 ve 14:00 místního času (UTC-4).
| Poř.                                                               | No. | Jezdec           | Konstruktér                  | Počet kol | Čas/Odstoupení | Start | Body |
| ------------------------------------------------------------------ | --- | ---------------- | ---------------------------- | --------- | -------------- | ----- | ---- |
| 1                                                                  | 1   | Max Verstappen   | Red Bull Racing-Honda RBPT   | 70        | 1:45:47.927    | 2     | 25   |
| 2                                                                  | 4   | Lando Norris     | McLaren-Mercedes             | 70        | +3.869         | 3     | 18   |
| 3                                                                  | 63  | George Russell   | Mercedes                     | 70        | +4.317         | 1     | 15   |
| 4                                                                  | 44  | Lewis Hamilton   | Mercedes                     | 70        | +4.915         | 7     | 13   |
| 5                                                                  | 81  | Oscar Piastri    | McLaren-Mercedes             | 70        | +10.199        | 4     | 10   |
| 6                                                                  | 14  | Fernando Alonso  | Aston Martin Aramco-Mercedes | 70        | +17.510        | 6     | 8    |
| 7                                                                  | 18  | Lance Stroll     | Aston Martin Aramco-Mercedes | 70        | +23.625        | 9     | 6    |
| 8                                                                  | 3   | Daniel Ricciardo | RB-Honda RBPT                | 70        | +28.672        | 5     | 4    |
| 9                                                                  | 10  | Pierre Gasly     | Alpine-Renault               | 70        | +30.021        | 15    | 2    |
| 10                                                                 | 31  | Esteban Ocon     | Alpine-Renault               | 70        | +30.313        | 18    | 1    |
| 11                                                                 | 27  | Nico Hülkenberg  | Haas-Ferrari                 | 70        | +30.824        | 17    |      |
| 12                                                                 | 20  | Kevin Magnussen  | Haas-Ferrari                 | 70        | +31.253        | 14    |      |
| 13                                                                 | 77  | Valtteri Bottas  | Kick Sauber-Ferrari          | 70        | +40.487        | PL    |      |
| 14                                                                 | 22  | Júki Cunoda      | RB-Honda RBPT                | 70        | +52.694        | 8     |      |
| 15                                                                 | 24  | Čou Kuan-jü      | Kick Sauber-Ferrari          | 69        | +1 kolo        | PL    |      |
| Ret                                                                | 55  | Carlos Sainz Jr. | Ferrari                      | 52        | Kolize         | 12    |      |
| Ret                                                                | 23  | Alexander Albon  | Williams-Mercedes            | 52        | Kolize         | 10    |      |
| Ret                                                                | 11  | Sergio Pérez     | Red Bull Racing-Honda RBPT   | 51        | Nehoda         | 16    |      |
| Ret                                                                | 16  | Charles Leclerc  | Ferrari                      | 40        | Motor          | 11    |      |
| Ret                                                                | 2   | Logan Sargeant   | Williams-Mercedes            | 23        | Nehoda         | 13    |      |
| Nejrychlejší kolo: Lewis Hamilton (Mercedes) – 1:14.856 (70. kolo) |     |                  |                              |           |                |       |      |
| Zdroj:                                                             |     |                  |                              |           |                |       |      |

Poznámky
1. ↑  Včetně bodu za nejrychlejší kolo.

## Průběžné pořadí po závodě
|        | Pořadí | Jezdec           | Body |
| ------ | ------ | ---------------- | ---- |
|        | 1      | Max Verstappen   | 194  |
|        | 2      | Charles Leclerc  | 138  |
|        | 3      | Lando Norris     | 131  |
|        | 4      | Carlos Sainz Jr. | 108  |
|        | 5      | Sergio Pérez     | 107  |
| Zdroj: |        |                  |      |

|        | Pořadí | Konstruktér                  | Body |
| ------ | ------ | ---------------------------- | ---- |
|        | 1      | Red Bull Racing-Honda RBPT   | 301  |
|        | 2      | Ferrari                      | 252  |
|        | 3      | McLaren-Mercedes             | 212  |
|        | 4      | Mercedes                     | 124  |
|        | 5      | Aston Martin Aramco-Mercedes | 58   |
| Zdroj: |        |                              |      |